# Final Fantasy VII
Final Fantasy VII (jap.ファイナルファンタジーVII, Fainaru Fantajii VII) – wydana w 1997 roku przez Square gra z gatunku jRPG. Była to pierwsza gra z serii Final Fantasy na platformę PlayStation i pierwsza, którą później przystosowano do działania na komputerach PC pod kontrolą systemu Windows. Pojawiła się także na PlayStation Classic. Była to pierwsza gra z tej serii, która wykorzystywała grafikę 3D, z renderowanymi na żywo postaciami oraz przygotowanymi wcześniej obrazami tła. Dodatkowo był to pierwszy Final Fantasy w którym użyto renderowanych filmów, jako przerywników rozgrywki. Final Fantasy VII znacznie kontrastuje z poprzednimi częściami serii, gdzie używano prostej animacji i grafiki. Podczas targów E3 w 2015 roku zapowiedziano stworzenie remake'u gry na konsolę PlayStation 4. Informację przekazał Tetsuya Nomura, który był projektantem postaci w poprzednich częściach serii.

## Świat
Otoczenie i świat Final Fantasy VII są rozbudowane i skomplikowane, tak jak i w poprzednich częściach serii. Wszechobecna we wszystkich seriach i pod różnymi postaciami magia miesza się z zaawansowaną techniką, również obecną w wielu częściach.
Magia w świecie Final Fantasy VII jest reprezentowana przez kule Materii umieszczane w specjalnych szczelinach ekwipunku, które pozwalają bohaterom uzyskiwać różne umiejętności.
W momencie rozpoczęcia gry dominującą rolę odgrywa organizacja Shin-ra, kontrolująca poprzez armię żołnierzy większość ludności świata, a także eksploatująca zasoby energii planety – Mako – przy pomocy specjalnych reaktorów.
Przeciwko organizacji Shin-ra powstaje opozycja – grupa terrorystów Avalanche, która niszczy reaktory Mako wysadzając je w powietrze. Właśnie do Avalanche należą poznani na początku bohaterowie.

## Miasta i zaludnione lokacje
Charakterystycznym elementem praktycznie każdej części serii Final Fantasy jest stosunkowo mała liczba miast (miast, nie lokacji – tych jest bardzo dużo).
Także i w siódmej części serii nie ma odstępstwa od tej zasady.
Nazwy i ich znaczenia oraz tłumaczenia:
Kontynent wschodni:
- Midgar (mit. skand. Midgar – miasto środka, ośrodek władzy) – podzielone na osiem sektorów miasto slumsów, z rozbudowanym systemem komunikacyjnym. Pośrodku znajduje się wieżowiec – siedziba organizacji Shin-ra.
- Kalm (niem. Kalm – spokój) – stylizowane na niemieckie miasteczko.
- Chocobo Farm (ang. Farma Chocobo) – miejsce hodowli ogromnych kurczaków Chocobo.
- Fort Condor (ang. Fort Kondora) – na reaktorze Mako, będące jednocześnie gniazdem Feniksa.
- Upper Junon i Lower Junon (ang. Junon Górne i Dolne) – Junon Dolne jest osadą rybacką, nad którą znajduje się nowoczesne miasto-port Junon Górne.

Kontynent centralny:
- Costa del Sol (hiszp. Wybrzeże Słońca) – nadmorskie miasto wypoczynkowe. Można tam kupić mieszkanie za 300.000 Gil.  Jeśli się tego dokona, w menu głównym (gdzie w dole zawsze jest pokazywana Twoja aktualna lokalizacja) będzie widniał napis "Cloud's House" (ang. Dom Clouda).
- North Corel (ang. Północne Corel) – zniszczone przez Shin-rę miasteczko namiotów i zrujnowanych budynków. Jednocześnie stacja końcowa kolejki linowej do Gold Saucer.
- Gold Saucer (ang. Złoty Spodek) – park rozrywki z wieloma atrakcjami, własność Dio.
- Corel Prison (ang. Więzienie Corel) – więzienie na środku pustyni położone bezpośrednio pod parkiem Gold Saucer.
- Gongaga Village (ang. Wioska Gongaga) – wieś zniszczona podczas wybuchu reaktora Mako.
- Cosmo Canyon (ang. Kanion Kosmo) – położona wśród skał siedziba badaczy Planety, zamieszkana m.in. przez Bugenhagena. Jest to miasto które od zawsze pragnął odwiedzić Barret.
- Nibelheim (mit. ger. Miasto / Kraina Nibelungów, z "Sagi o Nibelungach".) – rodzinne miasto Clouda i Tify, na skraju Gór Nibel.
- Rocket Town (ang. Rakietowe Miasto) – na skraju miasta znajduje się potężna rakieta kosmiczna. Z Rocket Town pochodzi Cid.

Inne:
- Wutai – miasto o dalekowschodnim charakterze, na zachodnim Kontynencie. W sąsiedztwie znajduje się potężna pagoda – siedziba ojca Yuffie.
- Bone Village (ang. Wioska Kości) – niewielka osada archeologiczna. Można tam znaleźć "Klucz do Midgar".
- Icicle Village (ang. Zlodowaciała Wioska) – miasto na dalekiej północy, stanowiące punkt wypadowy do wyprawy do Krateru Północnego.
- Mideel – małe miasteczko na południu, później zniszczone przez Lifestream("Strumień Życia") .

## Bohaterowie

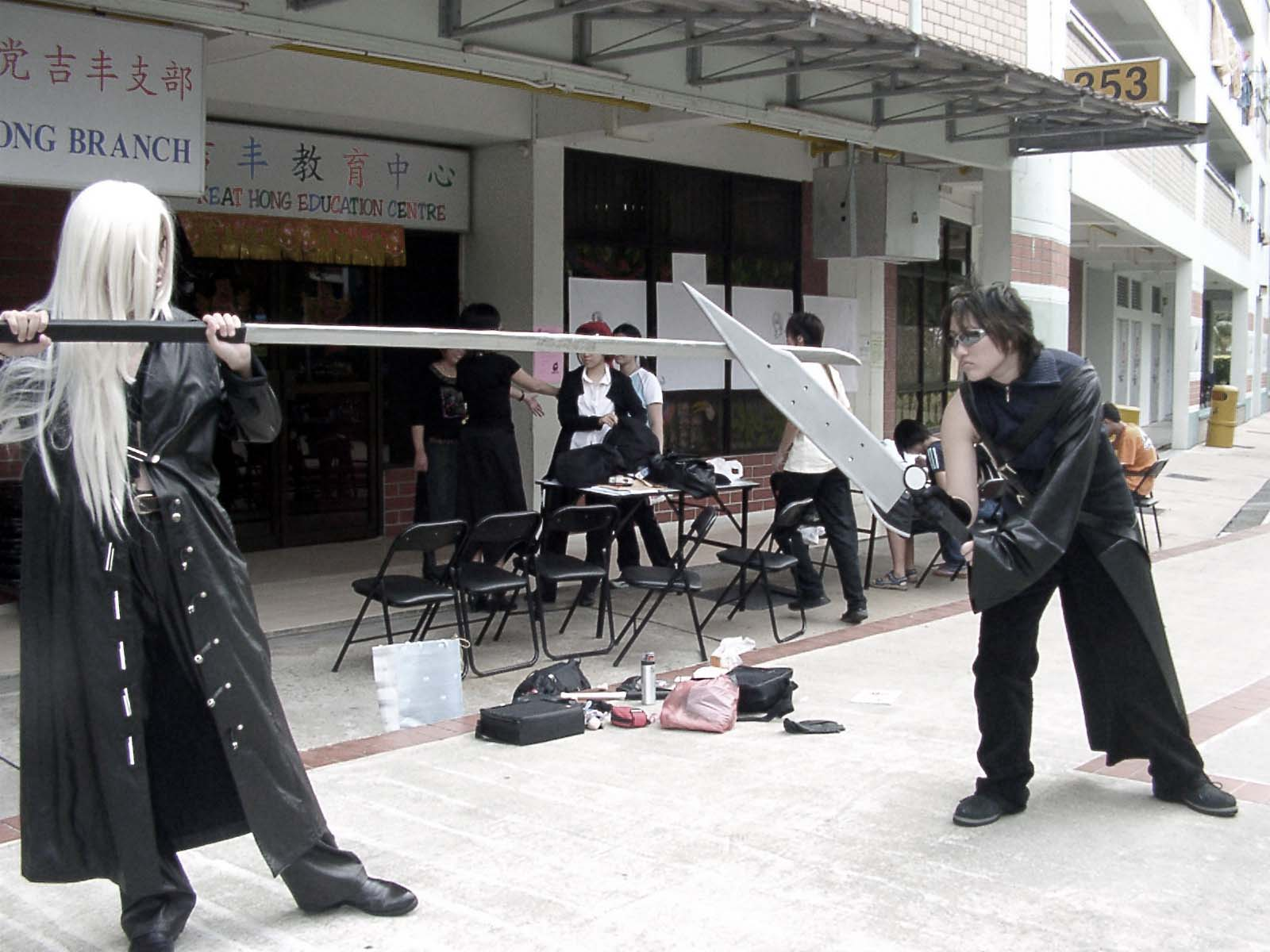
Inscenizacja walki Zacka z Sephirothem

W grze występuje dziewięciu grywalnych bohaterów:
- Cloud Strife – główny bohater, były członek organizacji SOLDIER, który wstąpił do AVALANCHE. Pochodzi z Nibelheim, walczy używając ogromnego miecza, zwanego Buster Sword.
- Tifa Lockhart – przyjaciółka Clouda z dzieciństwa. Jest zakochana w głównym bohaterze, jednak nie potrafi się do tego przyznać. Mieszkając w Midgar wstąpiła do Avalanche. Walczy wręcz.
- Aeris Gainsborough – kwiaciarka z Midgar, a także ostatnia żyjąca ze Starożytnych (rasa Cetra). Także żywi uczucie wobec Clouda. Walczy kijem. Potrafi się nadzwyczaj dobrze posługiwać materią.
- Barret Wallace – przywódca walczącej z Shinrą organizacji terrorystycznej Avalanche. Urodził się w Corel. Z powodu utraty prawej dłoni, podczas walki u boku Dyne'a w Corel, ma teraz mechaniczne ramię-karabin.
- Red XIII – (właściwie Nanaki, syn słynnego Seto, bohatera broniącego Cosmo Canyon przed potworami z Jaskini Gi) inteligentne zwierzę, używane przez Hojo do eksperymentów. Jego bronią jest grzywa.
- Cid Highwind – pilot z Rocket Town. Jego wielkim marzeniem było polecieć w kosmos, jednak wypadek podczas startu rakiety zniweczył jego marzenia. Za całe zdarzenie obwinia Sherę, która w chwilę przed startem dokonywała koniecznych napraw. Start rakiety oznaczałby jej śmierć, przez co Cid w ostatniej chwili z niego zrezygnował. Jako broni używa długiej lancy.
- Yuffie Kisaragi – wojowniczka ninja, kradnąca materię. Urodziła się w Wutai, jednak najłatwiej spotkać ją w lesie, gdzie czyha na nieostrożnych podróżników. Atakuje rzucając różnymi przedmiotami. Jej główną bronią jest wielki shuriken.
- Vincent Valentine – tajemniczy mężczyzna związany z Shinrą. Można go spotkać w rezydencji Shinry w Nibelheim. Używa broni palnej.
- Cait Sith – robot, którym steruje Reeve. Spotkać można go w Gold Saucer. Ma wygląd kota, walczącego na głowie Moga. Jako broni używa megafonu.

W czasie gry do drużyny gracza przyłącza się obowiązkowo siedmiu z dziewięciorga bohaterów, natomiast Vincent i Yuffie nie muszą zostać włączeni do drużyny. Vincenta można spotkać w podziemiach Shinra Mansion w Nibelheim, a Yuffie w lasach w pobliżu Junon Town i Wutai. Przez większą część gry w drużynie musi znajdować się Cloud, a pozostałych dwóch członków dobieramy sami – w części epizodów związanych z konkretną postacią, ona także jest włączana do drużyny obowiązkowo.

## Historia

### Początek gry
Grę rozpoczynamy w wysoko rozwiniętym technologicznie mieście Midgar. Miasto czerpie energię z reaktorów mako pochłaniając w ten sposób naturalną siłę ziemi, politycznie i militarnie zdominowanej przez korporację Shin-ra, podczas udanego zamachu bombowego organizacji Avalanche na jeden z reaktorów Mako w Midgar. Po udanej akcji dochodzi do kłótni między nowo poznanymi bohaterami – Cloudem i Barretem – o zapłatę (jak podkreślił Barret „te pieniądze miały iść na szkołę dla Marlene”). Spór łagodzi przyjaciółka Clouda, Tifa. Podczas zamachu na następny reaktor stanęli do nierównej walki z robotem prezydenta Shinry, który po kilku minutach walki eksploduje zrzucając Clouda z pomostu, Cloud odłącza się od grupy i w opuszczonym kościele spotyka kwiaciarkę Aeris.
Wyruszają z powrotem do slumsów Sektora 7, gdzie znajduje się baza Avalanche, w drodze Cloud napotyka powóz gdzie spostrzegł Tifę która została uprowadzona do siedziby lokalnego przywódcy, Don Corneo. Dzięki pomocy Aeris,przebrany za kobietę Cloud dostaje się wraz z Aeris do rezydencji Dona i ratują Tifę. Po mozolnej ucieczce przez cmentarzysko pociągów wreszcie trafiają z powrotem do Sektora 7, okazuje się, że żołnierze Shinry wraz z członkami organizacji Turks zamierzają wysadzić w powietrze filar podtrzymujący pokrywę całego sektora, w ten sposób zabijając wszystkich członków organizacji Avalanche. Na domiar złego Turksowie porywają Aeris, która jest ostatnią przedstawicielką rasy Starożytnych i może się z tego powodu okazać bardzo przydatna.
Mimo rozpaczliwej walki bohaterów filar zostaje wysadzony, giną wszyscy mieszkańcy sektora, poza Cloudem, Barettem i Tifą, którym w ostatniej chwili udaje się uciec. Dzięki Aeris ocalona została także córeczka Baretta, Marlene. Po opanowaniu rozpaczy spowodowanej stratą przyjaciół, bohaterowie decydują się na wejście do wieżowca Shinry i odbicie Aeris.

### Ucieczka z Midgar
Po wielu perypetiach wreszcie udaje się dotrzeć na 67 piętro, do laboratorium szalonego naukowca Hojo. Tam Cloud, Tifa i Barret odnajdują Aeris, a także poznają obiekt eksperymentów Hojo – a zarazem nowego członka drużyny, Reda XIII. Niedługo potem zostają aresztowani.
Budząc się w nocy bohaterowie odkrywają, że w laboratorium doszło do przerażających wydarzeń – z laboratorium uciekł potwór – Jenova. Poza tym został zamordowany prezydent organizacji Shin-ra. Nie mając czasu na rozmyślania, po nierozstrzygniętej walce Clouda z synem prezydenta Shinry, Rufusem; bohaterowie uciekają z Midgar po budowanym odcinku autostrady.
Po wydostaniu się z miasta, cała grupa zbiera się w miasteczku Kalm, gdzie Cloud opowiada historię swojego życia. Wspomina w niej początki swojej służby w SOLDIER i tragiczną wyprawę do rodzinnego Nibelheim. Opowiada także o tajemniczej postaci Sephirotha, który ginie w tajemniczych okolicznościach. Opowieść Clouda kończy scena spalenia miasteczka przez Sephirotha.

### Droga do Junon i powrót Sephirotha
Po wysłuchaniu historii grupa wyrusza w długą wędrówkę do Junon. Gdy wreszcie docierają do miasta, okazuje się, że wejście wcale nie jest łatwe. Z pomocą uratowanej od utonięcia Priscilli, mieszkanki Dolnego Junon, Cloud dostaje się do górnej części miasta. Przebrany za żołnierza Shinry bierze udział w defiladzie na część Rufusa – nowego prezydenta organizacji. Po zakończeniu uroczystości dostaje się na statek, którym nowy prezydent udaje się za ocean. Na okręcie okazuje się, że udało się to też reszcie grupy, a delikatną dygresją jest zapytanie – jak udało się Nanakiemu wejść na statek niepostrzeżenie (w tej części gry wygląda jak pies w niebieskim mundurze, poruszający się na dwóch łapach – jest to zabawnie komiczne. Być może jest to celowy Easter Egg).
Podczas rejsu w maszynowni statku dochodzi do walki członków drużyny z Jenovą. Okazuje się też, że Sephiroth wcale nie umarł...
Po dotarciu na nowy kontynent bohaterowie spędzają nieco czasu w nadmorskim Costa del Sol (gdzie w przerwie między wydarzeniami, zakupami i noclegiem, można pokopać piłkę). Następnie udają się do North Corel, rodzinnego miasta Barreta, w którym nie zostaje on jednak ciepło przyjęty – przed laty nie ocalił miasta przed Shinrą. Grupa udaje się do parku rozrywki Gold Saucer, gdzie bohaterowie spotykają Cait Sitha. Wskutek morderstwa (przez Sephiroth'a) wszyscy zostaną wysłani do pustynnego więzienia. Tam Barret spotka Dyne'a swojego przyjaciela z młodości. Ten będzie chciał "zniszczyć wszystko". Barret będąc zmuszony bronić Marlene, stoczy z nim walkę. Pod jej koniec Dyne rzuci Barretowi naszyjnik, po czym skoczy w dół ze skarpy. Dzięki temu naszyjnikowi Cloud mógł wystartować w wyścigach Chocobo, a wygrana w nich zapewniła drużynie możliwość opuszczenia więzienia.
Po wyjściu z parku rozrywki, grupa zaopatrzona w specjalny pojazd Buggy (prezent od Dio) rozpoczyna dalszą podróż. Odwiedziwszy po drodze zniszczoną wioskę Gongaga, trafiają do Cosmo Canyonu, gdzie są zmuszeni zostać dłuższy czas z powodu awarii pojazdu. Tam poznają Buggenhagena, przybranego dziadka Reda XIII i biorą udział w ekspedycji do Jaskini Gi. Tam Nanaki poznaje historię swojego ojca. Po jej zakończeniu wyruszają w dalszą podróż, by trafić do Nibelheim.
W miasteczku okazuje się, że wbrew opowiadaniom Clouda wszystko toczy się zwyczajnie. Nikt nie słyszał o pożarze. W budynku zwanym rezydencją Shinry Cloud po raz kolejny spotyka Sephirotha (będąc wtedy w rezydencji Shin-Ra, nie jest jeszcze możliwe zwerbowanie Vincenta), po czym cała drużyna rozpoczyna niełatwą przeprawę przez Góry Nibel, by dotrzeć do Rocket Town. W tym mieście bohaterowie poznają pilota Cida (który „niezwykle serdecznie” ugościł ich w domu gorącą herbatą). Cid w zniecierpliwieniu oczekuje na przybycie prezydenta Shin-Ra – Rufusa, aby wznowić finansowanie projektu badania kosmosu (czyli sfinansowania ponownej próby startu jego rakiety kosmicznej). Rufus jednak ma inne plany, a mianowicie wzięcie od Cida jego samolotu "Tiny Bronco". Rozwścieczony Cid dołącza do walki z Palmerem, którego ostatecznie zabija rozpędzona ciężarówka. Cała ekipa ucieka samolotem przed ostrzeliwującymi ich żołnierzami Shinry. Członkowie drużyny zostają cali i zdrowi, niestety samolot może służyć już tylko do pływania po morzu. Na domiar złego tajemnicza wojowniczka ninja kradnie wszystkie materie.
W poszukiwaniu zguby drużyna trafia do miasta Wutai. Tam po długich perypetiach udaje się odzyskać materie od ninja-złodziejki, Yuffie, a przy okazji uratować od śmierci z rąk Don Corneo Yuffie i Elenę, członkinię Turks.

### Wyprawa do Świątyni Starożytnych
Don Corneo ginie z rąk kolegów Eleny, a grupa ma kolejny kłopot – musi odnaleźć klucz do Świątyni Starożytnych, Keystone. Artefakt udaje się znaleźć w Gold Saucer, gdzie trzyma go Dio, jako trofeum. Przedmiot udaje się zdobyć, ale następuje zdrada – w czasie nocnej randki Cloud spotyka Cait Sitha, oddającego Keystone ludziom Shinry.
Już bez klucza, drużyna udaje się do Świątyni. Tam trafiają do wielkiego labiryntu, z którego wydostają się, by po raz kolejny spotkać Sephirotha. Oglądając malowidła przedstawiające potężny meteor domyślają się, że tajemnicza postać ma złe zamiary.

### Droga na północ
Po wydostaniu się ze świątyni bohaterowie muszą udać się do Miasta Starożytnych, gdzie spodziewają się znaleźć zaginioną Aeris. Przez Bone Village i Śpiący Las dostają się do miasta. Niestety, krótko po odnalezieniu dziewczyny, zostaje ona zamordowana przez Sephirotha, a bohaterowie toczą kolejną walkę z Jenovą – podobno twórcy gry, w początkowej fazie nie zamierzali tworzyć postaci Tify, i nie uśmiercanie Aeris. Wszystko zmienił jeden telefon w którym twórcy ustalili "że zabijemy Aeris, a dodamy Tifę". Amerykańscy gracze wpadli jednak w "szał jej wskrzeszania", po opublikowaniu przez jedną z osób skomplikowanej instrukcji która miała by wskrzesić Aeris – jest jednak ona fałszywa, a Aeris definitywnie wskrzesić się nie da. Po pożegnaniu ze zmarłą towarzyszką (umieszczenie jej w Life Stream) udają się w dalszą drogę.
Przez ośnieżone tereny dostają się do miasta Icicle, skąd używając snowboardu, przedzierając się przez polarne tereny i korzystając z pomocy polarnika Holzhoffa, trafiają wreszcie do Północnego Krateru. Tam spotykają Rufusa i funkcjonariuszy Shinry, a także kolejne wcielenie Jenovy i samego Sephirotha. Ten, przy pomocy Clouda doprowadza do uwolnienia potężnych potworów (Weapons) z wnętrza Planety i sprowadza z kosmosu meteor, mający uderzyć w Planetę. Następuje potężna eksplozja, Rufus ucieka z krateru sterowcem Highwind, zabierając ze sobą prawie wszystkich członków drużyny. Nikt jednak nie wie, co stało się z Cloudem.

### Z powrotem w Junon
Barret i Tifa budzą się w Junon. Zaraz po odkryciu obecności wielkiego meteoru, zostają wezwani na egzekucję. Rufus postanawia, że dla uspokojenia nastroju, publicznie straci rebeliantów. Najpierw w komorze gazowej zostaje umieszczona Tifa. Zaraz potem następuje atak pierwszego z Weaponów. W trakcie zamieszania spowodowanego obroną miasta, Barretowi z pomocą pozostałych bohaterów udaje się uciec. Weapon zostaje pokonany przy użyciu potężnego działa, wcześniej jednak przypadkiem pomaga uwolnić się Tifie. Dziewczyna zostaje uratowana przez resztę drużyny, po słynnym pojedynku „na policzki” ze Scarlet, wszyscy ulatują skradzionym Highwindem.

### Poszukiwania Clouda i Huge Materii
Nadal nie wiadomo, gdzie znajduje się Cloud. Po długich poszukiwaniach udaje się go odnaleźć w szpitalu w Mideel. Nie ma z nim jednak kontaktu, ponieważ bohater został napromieniowany energią Mako. Tifa pozostaje, by opiekować się Cloudem, zaś reszta drużyny uda się, by zdobyć wydobywane z reaktorów Mako cztery Wielkie Materie (Huge Materia), które Shin-ra zamierza wykorzystać do zniszczenia meteoru. Dwie z nich uda się zdobyć w Corel i Fort Condor. Następnie bohaterowie wracają do Mideel – a tam trafiają na atak kolejnego potwora, Ultima Weapon.
Atak Ultimy powoduje powstanie w centrum miasta Strumienia Życia (Lifestream), do którego trafia Tifa i chory Cloud. Wewnątrz dziewczynie udaje się pomóc Cloudowi poukładać wspomnienia i wreszcie zrozumieć, kim naprawdę jest. Gdy to się udaje, oboje budzą się na brzegu, w zniszczonym Mideel.
Nie mając czasu do stracenia, cała drużyna szybko udaje się po kolejną Huge Materię, do podwodnego reaktora Mako pod Junon. Po stoczeniu walki w łodzi podwodnej udaje się odzyskać i tę materię. Wreszcie przychodzi czas na zdobycie ostatniej z czterech Huge Materii – w tym celu członkowie drużyny lecą do Rocket Town. Materia ukryta jest w rakiecie, do której bohaterowie wchodzą. Rakieta startuje, spełniając największe marzenie Cida – lot w kosmos. By nie zginąć w zetknięciu z meteorem, bohaterowie uciekają z rakiety kapsułą ratunkową.

### Wizyta w Cosmo Canyon i obrona Midgar
Zdobywszy Materie, bohaterowie składają je w planetarium Buggenhagena. Potem, po wyłowieniu w głębinach oceanu specjalnego artefaktu (Key to Ancients), lecą wraz z Buggenhagenem do Miasta Starożytnych.
Krótko po tym już trzeci potwór, Diamond Weapon, przeprowadza atak – tym razem celem jest miasto Midgar. Członkowie drużyny podejmują walkę z potworem, który jednak ginie trafiony przez działo Sister Ray. Podczas ataku ginie Rufus (który mimo wszystko pojawia się dwa lata później, w filmie Final Fantasy VII Advent Children Complete), trafiony pociskami Diamond Weapon. Bohaterowie skacząc ze spadochronami dostają się do miasta, pokonują też mechanicznego robota sterowanego przez ludzi Shinry, a następnie wchodzą na wielkie działo, gdzie toczą zwycięską walkę z Hojo. Władza Shinry nie istnieje, organizacja jest pokonana – a pocisk z działa otwiera dostęp do Północnego Krateru, gdzie kryje się Sephiroth.

### Zakończenie gry
Drużyna udaje się do krateru. Schodząc powoli w dół, docierają wreszcie na samo dno. Tam następuje walka z ostatnim wcieleniem Jenovy. Potem na bohaterów czeka finałowa walka – starcie z dwoma wcieleniami Sephirotha. Wreszcie, Cloud w samotnej walce pokonuje przeciwnika, a sama walka ogranicza się do aktywowania Limit Break'a "Omnislash".
Bohaterowie uciekają Highwindem z eksplodującego krateru. W tym czasie meteor zbliża się do Planety, której mieszkańcy z przerażeniem patrzą w niebo. Jednak Planeta wykorzystuje energię Strumienia Życia do zniszczenia meteoru, co w jednej z ostatnich scen gry z radością obserwuje mała Marlene. Planeta jest ocalona.

## Kompilacje
W przeciągu 7 lat od ukazania się gry Final Fantasy VII, nowa ekipa pod przywództwem Tetsui Nomury zapowiedziała wydanie czterech kompilacji o tajemniczych nazwach: Final Fantasy VII: Advent Children (film przedstawiający wydarzenia 2 lata po FFVII), Before Crisis: Final Fantasy VII (wydarzenia sprzed FFVII), Dirge of Cerberus: Final Fantasy VII (Action RPG mający miejsce po wydarzeniach z Advent Children) i Crisis Core: Final Fantasy VII (wydarzenia sprzed FFVII głównie dot. Zacka i Clouda). Oprócz tych 4 kompilacji ukazał się krótki filmik anime Last Order: Final Fantasy VII oraz jedna 30-minutowa animacja opowiadająca o przygarniętej przez Clouda i Tifę sierocie-Denzelu "On the Way to a Smile – Episode Denzel".